# Franciszek Charczewski
Franciszek Charczewski (Charczowski) herbu Cholewa – podczaszy sanocki w 1725 roku, wójt przemyski.
Pochowany 10 maja 1731 roku w  kościele Franciszkanów Reformatów w Przemyślu.